# Kölns historiska stadsarkiv

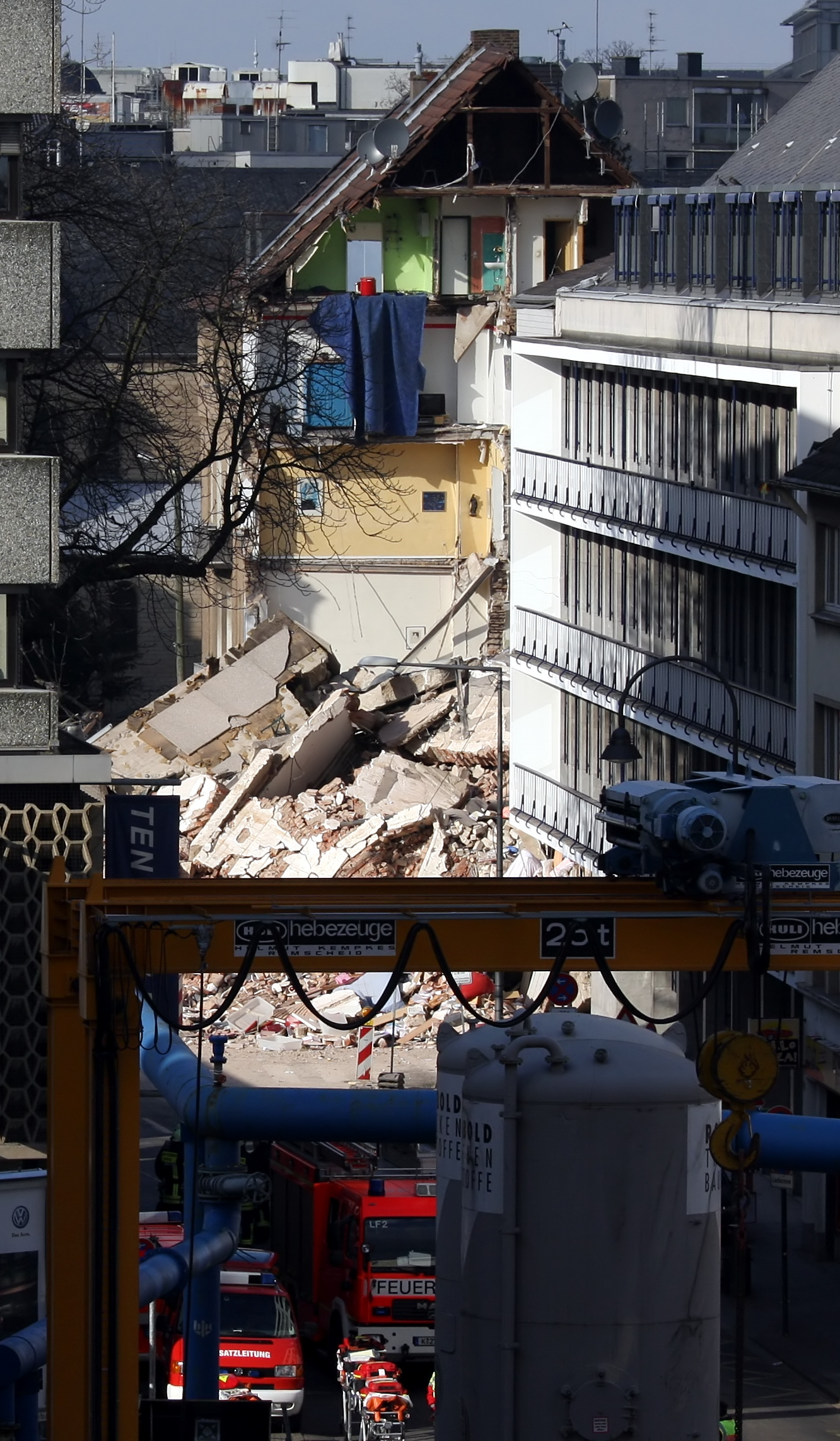
Kölns historiska stadsarkiv efter att det kollapsat

Kölns historiska stadsarkiv (tyska Historisches Archiv der Stadt Köln) är ett arkiv i Köln, Tyskland, som innehåller information om Kölns historia, dess invånare och det närliggande området från medeltiden till idag. Det är det största arkivet i Tyskland.
Den 40 år gamla byggnad som inrymde Kölns historiska stadsarkiv kollapsade klockan 14:00 den 3 mars 2009. Olyckan berodde förmodligen på bygget av en ny underjordisk stadsbanelinje.